# 손재형
손재형(孫在馨, 1902년 6월 4일 (1902년 음력 4월 28일) - 1981년 6월 15일)은 대한민국의 서예가이며, 호는 소전(素荃)이다.

## 약력
1925년에 양정의숙을, 1929년에 외국어학원 독어과를 졸업하였다. 그 해부터 1932년까지 중국의 금석학자 나진옥(羅振玉)에게서 서화와 금석학을 공부하였다. 1924년 이래 선전(鮮展)에 출품했다. 1930년 조선서화협회전(朝鮮書畵協會展)에서 특선, 1933년 조선 서도전(朝鮮書道展) 심사위원, 1934년 조선 서화협회 이사 및 동전 심사위원을 역임했다. 1945년 조선서화연구회 회장, 1947년 고향에 진도중학교를 설립, 이사장이 되었다. 1947년부터 1949년까지 서울대학교 미술대학 전임강사를 지냈고 서울특별시 문화위원이 되었다. 1949년-1959년 국전 심사위원, 1954년 1960년 각각 제1대 및 제2대 예술원 회원을 역임했고, 1958년 자유당 소속 4대 민의원의원(民議院議員)으로 선출되었다. 1962년 한국미술가협회 이사와 5월문예상 심사위원회 부위원장을 역임했고 동년 예술원장 작품상을 수상했다. 1963년부터 이듬해 1964년까지 홍익대학교 전임교수를 역임하였고 1년 후 1965년 대한예술인총연합회 이사장이 되었으며 1970년 국전 심사위원장을 역임했다.

## 작품 세계
대한민국의 대표적인 서예가로 특히 한글에도 전서·예서·행서 등의 글씨체를 창안해 내어 한글 글씨를 예술적인 경지에까지 끌어올리는 데 힘썼다. 서울시 문화상·예술원상을 받았다. 글씨로 한글에 《창경원》, 《화랑대》 등이 있으며, 한문에 《이 충무공 벽파진 전첩비》, 《영빈관》 등이 있다. 

## 일화
대한민국 국보 제180호인 김정희필 세한도는 일제 말에 후지쓰카와 함께 일본으로 건너갔으나, 서예가 소전 손재형(1902~1981)의 노력과 재력에 힘입어 국내에 돌아오게 되었다.

## 역대 선거 결과
|  | 57.68% |

|  | 29.56% |

|  | 69.36% |